# Быково (Каргопольский район)
Быково — деревня в Каргопольском районе Архангельской области России. Входит в состав Павловского сельского поселения.

## История
В «Списке населенных мест Российской империи», изданном в 1879 году, населённый пункт упомянут как деревня Быкова Каргопольского уезда (1-го стана), при реке Ковже, расположенная в 40,5 верстах от уездного города Каргополя. В деревне насчитывалось 14 дворов и проживал 71 человек (33 мужчины и 38 женщин). Действовала православная часовня.
По данным 1905 года имелся 21 двор и проживал 131 человек (69 мужчин и 62 женщины). В административном отношении деревня входила в состав Ковежского общества Калитинской волости. Имелись 27 лошадей, 44 коровы и 76 голов прочего скота.

## География
Деревня находится в юго-западной части Архангельской области, в южной зоне средней тайги, на правом берегу реки Ковжи, на расстоянии примерно 38 километров (по прямой) к югу от города Каргополя, административного центра района.

### Часовой пояс
Быково, как и вся Архангельская область, находится в часовой зоне МСК (московское время). Смещение применяемого времени относительно UTC составляет +3:00.

## Население
| 2002 | 2010 | 2012 |
| ---- | ---- | ---- |
| 0    | →0   | →0   |